# Selección de fútbol de Islandia
La selección de fútbol de Islandia (en islandés: Íslenska karlalandsliðið í knattspyrnu) es el equipo representativo del país nórdico en las competiciones oficiales de dicho deporte. Su organización está a cargo de la Federación de Fútbol de Islandia (KSÍ), perteneciente a la UEFA.
Aunque tradicionalmente ha sido uno de los combinados nacionales más débiles de Europa ha logrado progresos importantes como en 2013 cuando logró llegar a la repesca para clasificar al mundial de Brasil 2014 en donde perdieron con Croacia. Y el 6 de septiembre de 2015 se clasificó por primera vez a la fase final de una competición internacional que era la Eurocopa 2016. Durante el proceso clasificatorio, Islandia derrotó a selecciones como Turquía, República Checa (ambas en condición de local) y a los Países Bajos en dos oportunidades.
Una vez en la Euro 2016, los Vikingos superaron la primera fase con un gol en el minuto 94 que les permitió vencer a Austria y alcanzar el segundo puesto de su grupo. En octavos de final eliminaron a Inglaterra (2-1), en uno de los resultados más impactantes en la historia del fútbol europeo y sin dudas el más importante en la historia del fútbol islandés hasta el momento. Finalmente fueron eliminados por Francia con un marcador de 5-2 pero aun así dieron una buena imagen en el torneo.
El 9 de octubre de 2017, logró una histórica clasificación al Mundial de Rusia 2018. Tras vencer 2-0 a Kosovo en las clasificatorias europeas, aseguró pasajes al primer mundial de su historia. El combinado islandés representó al país que, con poco más de 330 000 habitantes, se convierte en la selección con menor población en llegar a un mundial de fútbol; cifra que marcó inclusive un Récord Guiness.

## Historia

### Años 1900 (1946-1999)
Aunque Úrvalsdeild , la Liga de Fútbol de Islandia, se fundó en 1912, el primer partido internacional del país se jugó el 29 de julio de 1930, contra las Islas Feroe. Aunque Islandia ganó por 1-0, ambos equipos no estaban afiliados a la FIFA en ese momento. El primer partido oficialmente reconocido por la FIFA tuvo lugar en Reikiavik el 27 de julio de 1946, una derrota 0-3 ante Dinamarca. La primera victoria internacional fue contra Finlandia en 1947. Durante los primeros 20 años de la Asociación de Fútbol de Islandia (KSÍ), el equipo no participó en la clasificación para la Copa Mundial de la FIFA o el Campeonato de Europa de la UEFA . En 1954, Islandia solicitó participar en la clasificación para la UEFA Euro 1956, pero la solicitud fue rechazada. En la clasificación para la Copa del Mundo de 1958 , Islandia terminó última en su grupo con cero victorias y con 26 goles en contra.
Desde 1974, el equipo ha participado en la clasificación para cada Copa del Mundo y Campeonato Europeo; dónde se rescata la eliminatoria que dio para Italia 1990 dónde perdió 3 partidos, empató 4 y ganó 1 con 6 puntos pero a tres de la clasificación; además que en esa clasificatoria le saco un empate a la Unión Soviética, que salió cuarta en el mundial de Inglaterra 1966, y una victoria a  Turquía. También en la Clasificación a Estados Unidos 1994 quedó tercera por detrás de, la debutante en eliminatorias, Rusia y Grecia pero con 4 puntos de diferencia con la segunda, Rusia; ganó 3 partidos (entre ellos una victoria contra la dos veces subcampeona del mundo Hungría), empató 2 y perdió 3. En ese mismo año, el equipo obtuvo su mejor posición en el Ranking Mundial de la FIFA hasta el año 2016, 37.º. En un amistoso contra Estonia el 24 de abril de 1996 en Tallin, Eiður Guðjohnsen entró como sustituto de su padre Arnór Guðjohnsen. Esto marcó la primera vez que un padre y su hijo jugaron en el mismo partido internacional.

### Años 2000

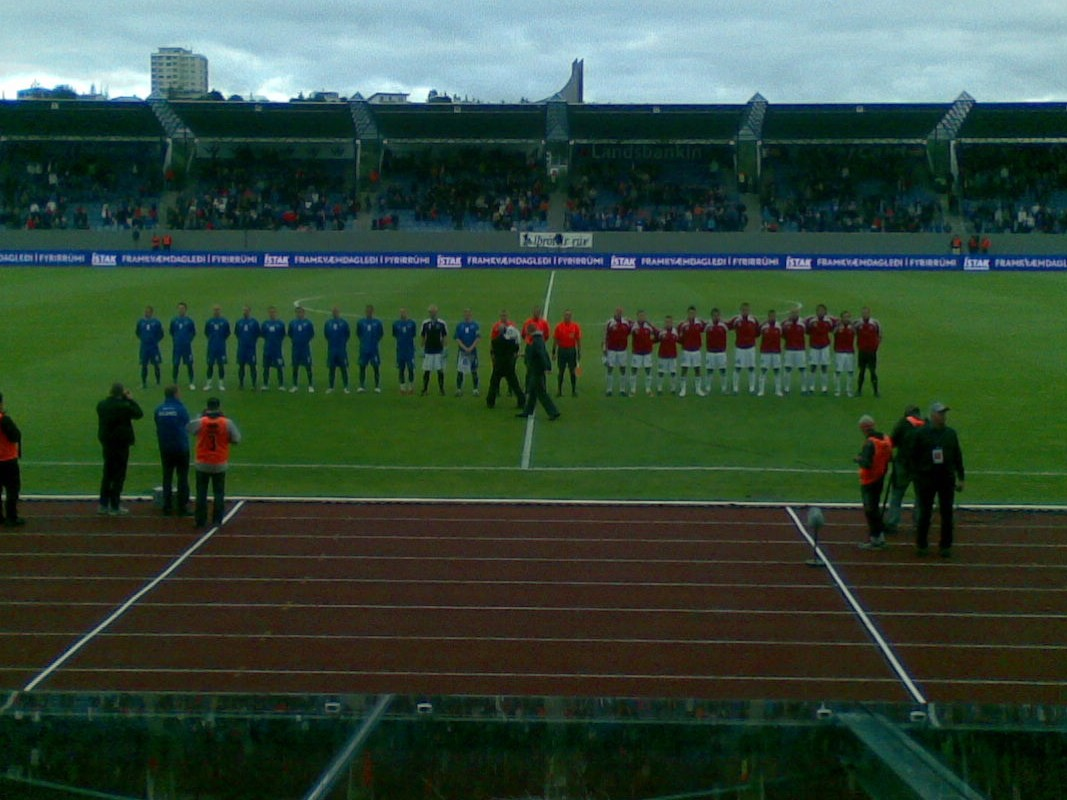
Partido amistoso entre Islandia y en el Laugardalsvöllur de Reykjavík, Islandia

Comenzó el siglo con la clasificación al mundial de 2002, en esta cosechó 13 puntos, producto de 4 victorias y 1 empate, a 7 de la repesca interna y 9 de la clasificación directa. En esta eliminatoria le ganó, sorpresivamente a República Checa por un marcador de 
3-1. A falta de dos fechas perdió con Irlanda del Norte y, ya sin chances de clasificar, con un estrepitoso 6-0 frente a Dinamarca, si hubiera ganado estos dos partidos y República Checa empataba con Bulgaria hubiera clasificado a la repesca interna de Europa.
En la clasificación para la Eurocopa 2004, Islandia estuvo a punto de clasificarse a la Repesca pero no fue así ya que solo pudo llegar de tercero en su grupo por detrás de Escocia. A pesar de eso dio buena impresión en su grupo, al empatar 0-0 con Alemania, la subcampeona vigente de la Copa Mundial de Fútbol de 2002.
En 2013, Islandia logró llegar al repechaje para Brasil 2014. Terminando segundo en el Grupo D, en donde logró un heroico empate contra Suiza de visitante, al ir perdiendo 4-1 y luego empatar 4-4. Luego su rival en el repechaje fue Croacia en y en el primer partido logran un decoroso empate 0-0 pero en el partido de vuelta perdieron 2-0.
Islandia se clasificó para un gran torneo por primera vez en 2015 después de terminar en segundo lugar en el Grupo A de clasificación para la Eurocopa 2016, perdiendo solo dos juegos, 1 ante República Checa y otro ante Turquía mientras Islandia ya estaba clasificada, y derrotando a los Países Bajos, que había terminado tercero en la Copa Mundial de Fútbol de 2014. Durante la competición, alcanzaron su clasificación más alta en el ranking mundial de la FIFA, 23.º. Islandia se unió a un grupo con la Portugal, Hungría y Austria para el torneo final.
En la fase final del torneo, Islandia registró 2 empates en sus dos primeros partidos de la fase de grupos contra Portugal y Hungría, quedando 1-1 en ambos. Luego avanzaron desde su grupo con una victoria por 2-1 contra Austria. Islandia se clasificó para los cuartos de final del torneo después de una sorpresiva victoria 2-1 sobre Inglaterra en los octavos de final, lo que llevó al gerente de Inglaterra, Roy Hodgson, a renunciar inmediatamente después de la derrota. Sin embargo, fueron eliminados por Francia en los cuartos de final, 5-2.

### Mundial de Rusia 2018

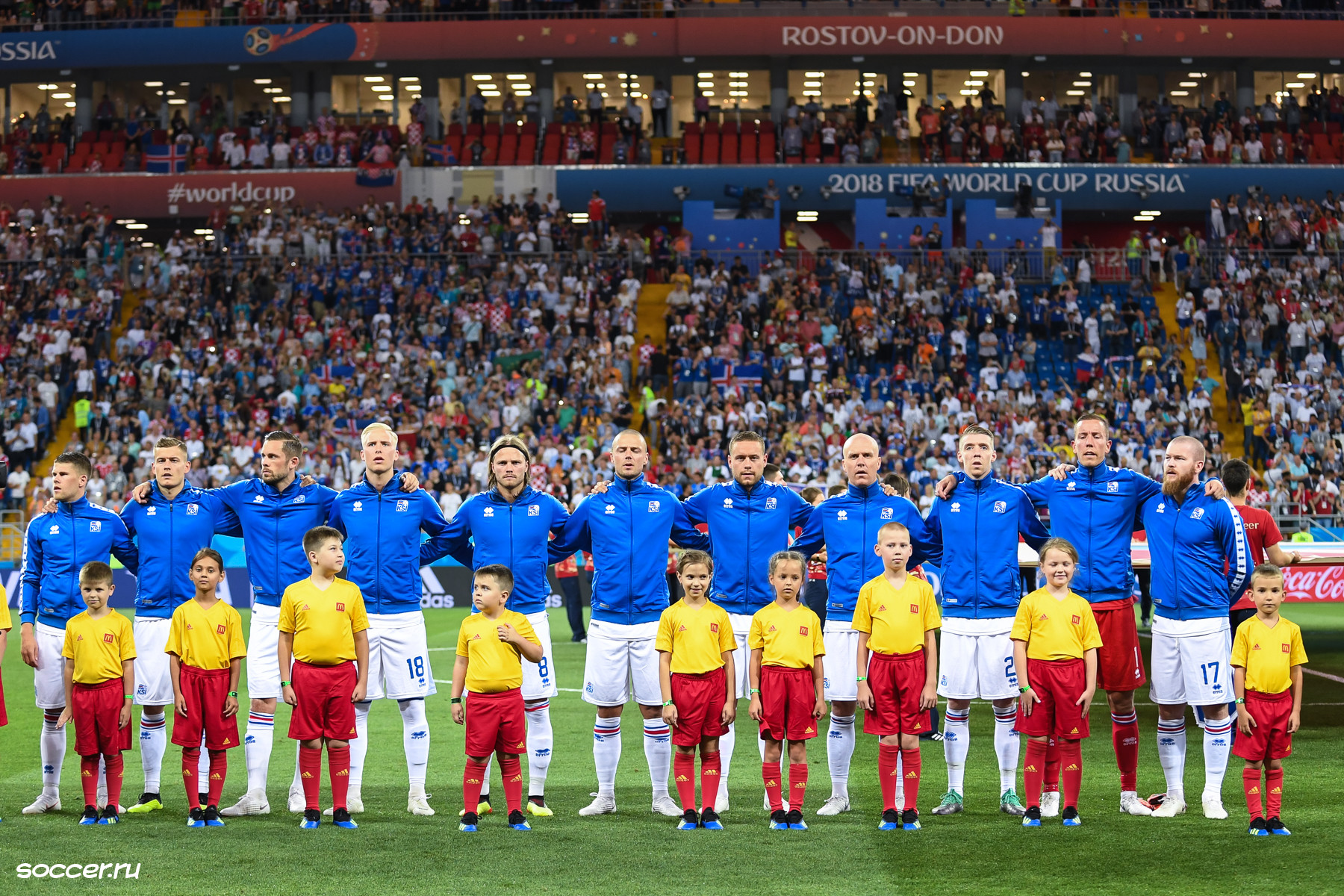
Islandia en el mundial de Rusia 2018 en la ciudad de Rostov-on-Don en su partido ante.

Islandia se clasificó para la Copa Mundial de Fútbol de 2018, por primera vez en su historia, asegurando la clasificación el 9 de octubre de 2017 después de una victoria por 2-0 contra Kosovo. Se convirtieron así en el país con menor población que llega a un mundial de fútbol. 

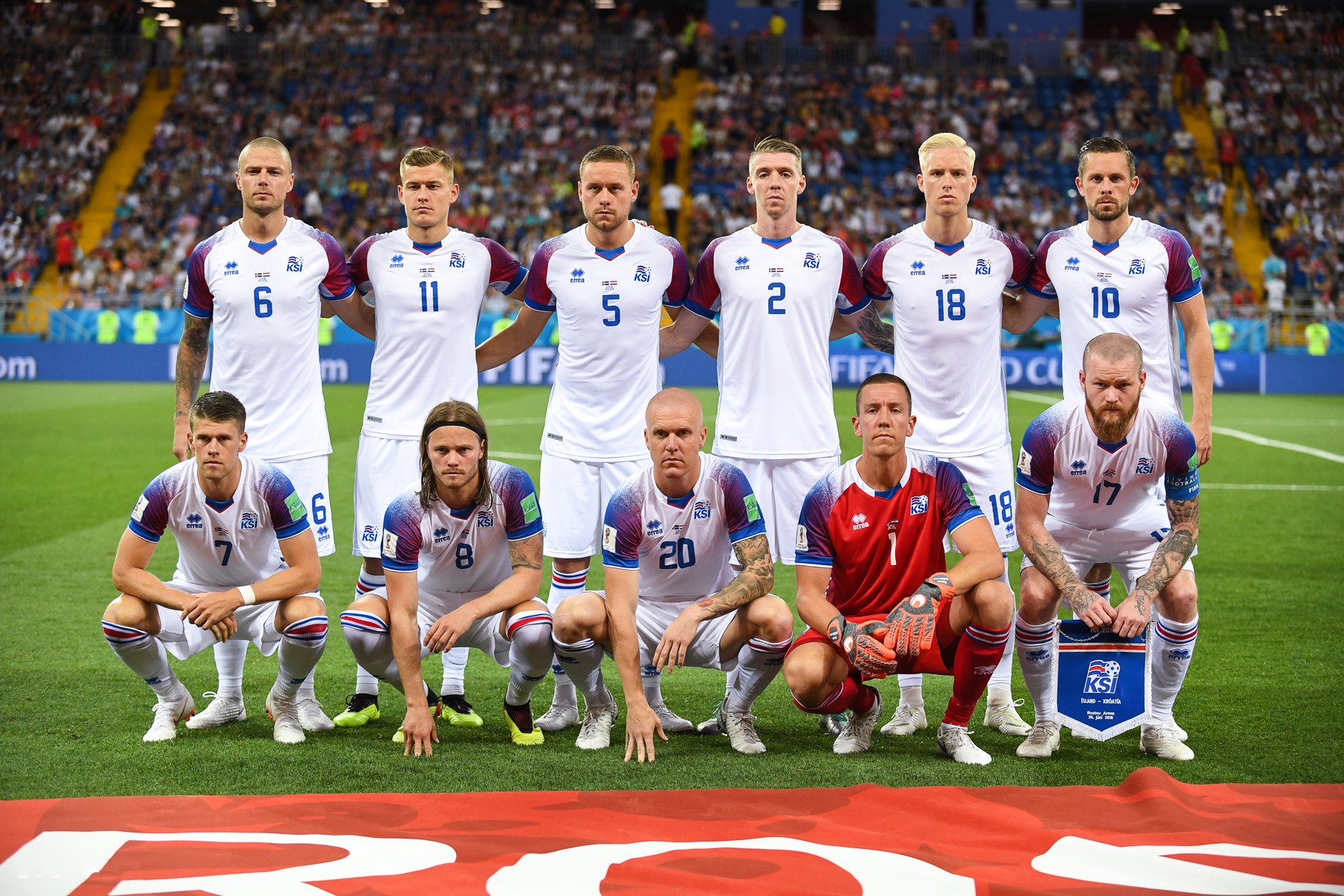
Islandia antes de su partido ante.

Fueron ubicados en el Grupo D junto a Argentina, su verdugo Croacia con quien se enfrentó en las clasificatorias a 2014 y 2018; y Nigeria.
En su primer partido mundialista el futbolista Finnbogason anotó el primer gol de Islandia en los Mundiales, frente a la Argentina en el cual terminó 1-1, donde Hannes Þór Halldórsson tapa un penal de Messi. Una actuación importante para un equipo vikingo que, sin grandes figuras, supo hacer valer su condición física y sus motivaciones frente a un rival desordenado, presionado y ansioso.
Luego le tocó jugar con Nigeria. En el primer tiempo el protagonismo recayó en la selección europea, que dispuso de buenas oportunidades pero no concretó en la red. En el segundo, el equipo africano mejoró y, en contraste de su rival en el primero, marcó la diferencia con goles. La suerte, además, se alió con Nigeria, que vio cómo Sigurðsson falló un penalti con 2-0 en el marcador (ambos goles de Ahmed Musa), lo que terminó sellando el resultado.
Por último, la posibilidad de hacer historia frente a su verdugo Croacia (que presentó un equipo alternativo, garantizado su pase a los octavos de final) mantenía en vilo al país isleño, teniendo en cuenta además la derrota argentina frente al mismo rival. No obstante se repitió la actuación anterior: gran entrega de los vikingos que no se concretaron en la red, y en el segundo tiempo Croacia con la claridad de Perišić y la contundencia de Badelj concretó el injusto 1 a 0. Las esperanzas de Islandia aumentaron a los 75´ con un claro penal, convertido por Sigurðsson; pero el empate nigeriano en el otro partido clasificaba a la próxima ronda al representante africano. Los cambios del destino revirtieron la historia de los vikingos: mientras Marcos Rojo se convertía en héroe entre los argentinos, Iván Perišić sentenciaba a los 89´ la eliminación de Islandia, que cerró así una digna actuación en su primer mundial.

### Liga de Naciones de la UEFA 2018–19
Después de la Eurocopa 2016 y la Copa Mundial de 2018, Islandia participó en la Liga de Naciones de la UEFA 2018–19, en la que estuvo en el Grupo 2 de la Liga A junto con Suiza y Bélgica. Muchos de los partidos internacionales de Islandia en esta competición se vieron afectados por la ausencia repetida de algunos de sus jugadores clave, a menudo debido a lesiones. Islandia perdió los cuatro partidos y enfrentaba el descenso a la Liga B,pero debido a un cambio de reglamento por parte de la UEFA, Islandia no fue descendida a la Liga B para la edición 2020–2021.

### Clasificatorias para la Eurocopa 2020
En el grupo H de las clasificatorias para la Eurocopa 2020, junto a Francia, Turquía, Albania, Andorra y Moldavia, Islandia perdió ambos encuentros contra Les Bleus (4-0 en el Estadio de Francia y 1-0 en casa con un penalti después de la hora de juego en un partido reñido) y el partido fuera de casa contra Albania por 4-2, aunque logró una victoria y un empate contra Turquía. Islandia terminó tercero, detrás de Francia y Turquía, y avanzó a los playoffs, donde derrotó a Rumania 2-1. El 12 de noviembre de 2020, en su partido de playoff contra Hungría, Islandia estuvo cerca de asegurar la clasificación para la Eurocopa 2020, habiendo liderado 1-0 durante la mayor parte del partido, gracias a un tiro libre directo de Gylfi Sigurðsson. Sin embargo, Hungría anotó dos goles en menos de cinco minutos, el primero en el minuto 88 por Loïc Nego y el segundo en el segundo minuto del tiempo añadido por Dominik Szoboszlai, que resultó ser el gol decisivo, asegurando así la clasificación a expensas de Islandia.

### Liga de Naciones de la UEFA 2020-21
Islandia mantuvo malos resultados en su campaña de la Liga de Naciones de la UEFA 2020-21 en la Liga A, habiendo perdido todos sus partidos de la fase de grupos y sin sumar ni un solo punto, lo que resultó en su descenso a la Liga B la temporada siguiente.El entrenador Erik Hamrén finalmente renunció tras el pobre desempeño ese año.

### Clasificatorias para la Copa Mundial 2022
Islandia tuvo un mal comienzo en los clasificatorias para la Copa Mundial de 2022, sufriendo dos derrotas al inicio del torneo, una como visitante contra Alemania (0-3) y otra, más sorpresiva, en Armenia (0-2). La preparación para los partidos de septiembre, en los que Islandia tenía la ventaja de jugar los tres encuentros como local tras varios partidos fuera de casa y después de haber disputado algunos amistosos prometedores en junio, se vio interrumpida por asuntos extradeportivos que involucraban a Kolbeinn Sigþórsson y Gylfi Sigurðsson, acusados de delitos sexuales,y por lo tanto ausentes en los partidos de ese mes. Los casos también provocaron la dimisión de varios altos cargos de la Asociación de Fútbol de Islandia, incluido su presidente.Tras estos acontecimientos, Islandia perdió contra Rumania (0-2), empató contra Macedonia del Norte (2-2) y sufrió una dura derrota ante Alemania (0-4); estos resultados dejaron a Islandia en el penúltimo lugar del Grupo J con cuatro partidos por jugar. En los dos encuentros de octubre, Islandia empató contra Armenia (1-1) y venció a Liechtenstein (4-0). A pesar de estos resultados, junto con un empate como visitante frente a Rumania (0-0), Islandia quedó matemáticamente eliminada con una jornada restante, al no poder recuperar los puntos necesarios para alcanzar el segundo lugar.
Esta serie de malos resultados se ha atribuido a varios factores, tanto deportivos como extradeportivos: la tardía renovación generacional, un proceso parcialmente obstaculizado por el limitado número de futbolistas debido a la demografía de Islandia; las cuestionables decisiones tácticas del nuevo entrenador, que resultaron en una falta de automatismos entre los nuevos jugadores que no están acostumbrados a jugar juntos y la ausencia de un equipo base real; y los escándalos de agresión sexual que han apartado efectivamente a algunos de los mejores jugadores del equipo que están bajo investigación.

### Clasificatorias para la Eurocopa 2024
Los clasificatorias para la Eurocopa 2024 comenzaron con malos resultados, con solo una victoria y tres derrotas en los primeros cuatro partidos y una posición provisional en el penúltimo lugar. Islandia fue ampliamente superada en Bosnia (0-3), antes de registrar la mayor victoria oficial de su historia contra Liechtenstein (7-0). Tras una larga serie de malos resultados, el seleccionador islandés Arnar Viðarsson fue destituidoy reemplazado por el noruego Åge Hareide. Bajo el nuevo entrenador y tras dos partidos fuera de casa, Islandia recibió a Eslovaquia y Portugal, pero ambos encuentros terminaron en derrota. Primero, perdieron ante los eslovacos (1-2) tras un grosero error defensivo con un despeje directo a Tomáš Suslov, quien marcó el segundo gol de Eslovaquia cuando el partido estaba empatado. Luego, Islandia tuvo un mejor desempeño que en sus partidos anteriores ante el favorito del grupo, Portugal, mostrando una excelente organización táctica y conteniendo a los lusos durante largos periodos. Sin embargo, un gol de Cristiano Ronaldo en su partido número 200 con Portugal, inicialmente anulado pero luego validado por el VAR al final del tiempo reglamentario, selló la victoria de Portugal (0-1), poco después de que el equipo nórdico se quedara con 10 jugadores tras una segunda tarjeta amarilla a Willum Þór Willumsson. Islandia terminó cuarta en su grupo con un decepcionante registro de 3 victorias, 1 empate y 6 derrotas, pero fue elegible para los playoffs gracias a su desempeño en la Liga de Naciones. En la semifinal de la Ruta B de los playoffs, Islandia marcó un precedente frente a un equipo del top 100 del ranking FIFA por primera vez en varios años al derrotar cómodamente a Israel por 4-1, gracias a un triplete de Albert Guðmundsson, mientras que Israel terminó el partido con 10 hombres y falló un penalti para empatar. En el partido decisivo contra Ucrania, Islandia abrió el marcador por medio de Albert Guðmundsson y se fue al descanso con ventaja, pero encajó dos goles en la segunda mitad y perdió (1-2) de manera similar al playoff de la Euro anterior perdido en Budapest contra los húngaros.

## Últimos partidos y próximos encuentros
Actualizado al último partido jugado el 6 de junio de 2025.
| Fecha      | Ciudad    | Local             | Resultado | Visitante  | Competición                          |
| ---------- | --------- | ----------------- | --------- | ---------- | ------------------------------------ |
| 16-11-2024 | Podgorica | Montenegro        | 0:2       | Islandia   | Liga de Naciones UEFA 24/25          |
| 19-11-2024 | Cardiff   | Gales             | 4:1       | Islandia   | Liga de Naciones UEFA 24/25          |
| 20-03-2025 | Pristina  | Kosovo            | 2:1       | Islandia   | Play-off Liga de Naciones UEFA 24/25 |
| 23-03-2025 | Murcia    | Islandia          | 1:3       | Kosovo     | Play-off Liga de Naciones UEFA 24/25 |
| 06-06-2025 | Glasgow   | Escocia           | 1:3       | Islandia   | Partido amistoso                     |
| 10-06-2025 | Belfast   | Irlanda del Norte | -:-       | Islandia   | Partido amistoso                     |
| 05-09-2025 | Reikiavik | Islandia          | -:-       | Azerbaiyán | Clasificación Copa Mundial 2026      |
| 09-09-2025 | París     | Francia           | -:-       | Islandia   | Clasificación Copa Mundial 2026      |
| 10-10-2025 | Kópavogur | Islandia          | -:-       | Ucrania    | Clasificación Copa Mundial 2026      |
| 13-10-2025 | Reikiavik | Islandia          | -:-       | Francia    | Clasificación Copa Mundial 2026      |
| 13-11-2025 | Bakú      | Azerbaiyán        | -:-       | Islandia   | Clasificación Copa Mundial 2026      |
| 16-11-2025 | TBD       | Ucrania           | -:-       | Islandia   | Clasificación Copa Mundial 2026      |

## Evolución del uniforme

### Uniforme titular
| 2016 - 2017 | 2018 - 2019 | 2020 - 2022 |

### Uniforme visitante
| 2016 - 2017 | 2018 - 2019 | 2020 - 2022 |

### Proveedores del uniforme
El uniforme oficial es actualmente producido por la empresa italiana Erreà de indumentaria deportiva desde el año 2002. Antes los proveedores fueron las empresas alemanas Adidas (1977-1991) y Reusch (1996-2001) y la también italiana ABM (1992-1996).
| Periodo del acuerdo | Proveedor deportivo oficial |
| ------------------- | --------------------------- |
| 1977–1991           | Adidas                      |
| 1992–1996           | ABM                         |
| 1996–2001           | Reusch                      |
| 2002–2019           | Erreà                       |
| 2020–               | Puma                        |

## Estadísticas

### Copa Mundial de Fútbol
| Año   | Ronda          | Posición       | PJ             | PG             | PE             | PP             | GF             | GC             | Dif.           | Goleador                    |
| ----- | -------------- | -------------- | -------------- | -------------- | -------------- | -------------- | -------------- | -------------- | -------------- | --------------------------- |
| 1930  | No participó   | No participó   | No participó   | No participó   | No participó   | No participó   | No participó   | No participó   | No participó   | No participó                |
| 1934  | No participó   | No participó   | No participó   | No participó   | No participó   | No participó   | No participó   | No participó   | No participó   | No participó                |
| 1938  | No participó   | No participó   | No participó   | No participó   | No participó   | No participó   | No participó   | No participó   | No participó   | No participó                |
| 1950  | No participó   | No participó   | No participó   | No participó   | No participó   | No participó   | No participó   | No participó   | No participó   | No participó                |
| 1954  | No participó   | No participó   | No participó   | No participó   | No participó   | No participó   | No participó   | No participó   | No participó   | No participó                |
| 1958  | No clasificó   | No clasificó   | No clasificó   | No clasificó   | No clasificó   | No clasificó   | No clasificó   | No clasificó   | No clasificó   | No clasificó                |
| 1962  | No participó   | No participó   | No participó   | No participó   | No participó   | No participó   | No participó   | No participó   | No participó   | No participó                |
| 1966  | No participó   | No participó   | No participó   | No participó   | No participó   | No participó   | No participó   | No participó   | No participó   | No participó                |
| 1970  | No participó   | No participó   | No participó   | No participó   | No participó   | No participó   | No participó   | No participó   | No participó   | No participó                |
| 1974  | No clasificó   | No clasificó   | No clasificó   | No clasificó   | No clasificó   | No clasificó   | No clasificó   | No clasificó   | No clasificó   | No clasificó                |
| 1978  | No clasificó   | No clasificó   | No clasificó   | No clasificó   | No clasificó   | No clasificó   | No clasificó   | No clasificó   | No clasificó   | No clasificó                |
| 1982  | No clasificó   | No clasificó   | No clasificó   | No clasificó   | No clasificó   | No clasificó   | No clasificó   | No clasificó   | No clasificó   | No clasificó                |
| 1986  | No clasificó   | No clasificó   | No clasificó   | No clasificó   | No clasificó   | No clasificó   | No clasificó   | No clasificó   | No clasificó   | No clasificó                |
| 1990  | No clasificó   | No clasificó   | No clasificó   | No clasificó   | No clasificó   | No clasificó   | No clasificó   | No clasificó   | No clasificó   | No clasificó                |
| 1994  | No clasificó   | No clasificó   | No clasificó   | No clasificó   | No clasificó   | No clasificó   | No clasificó   | No clasificó   | No clasificó   | No clasificó                |
| 1998  | No clasificó   | No clasificó   | No clasificó   | No clasificó   | No clasificó   | No clasificó   | No clasificó   | No clasificó   | No clasificó   | No clasificó                |
| 2002  | No clasificó   | No clasificó   | No clasificó   | No clasificó   | No clasificó   | No clasificó   | No clasificó   | No clasificó   | No clasificó   | No clasificó                |
| 2006  | No clasificó   | No clasificó   | No clasificó   | No clasificó   | No clasificó   | No clasificó   | No clasificó   | No clasificó   | No clasificó   | No clasificó                |
| 2010  | No clasificó   | No clasificó   | No clasificó   | No clasificó   | No clasificó   | No clasificó   | No clasificó   | No clasificó   | No clasificó   | No clasificó                |
| 2014  | No clasificó   | No clasificó   | No clasificó   | No clasificó   | No clasificó   | No clasificó   | No clasificó   | No clasificó   | No clasificó   | No clasificó                |
| 2018  | Fase de grupos | 28.º           | 3              | 0              | 1              | 2              | 2              | 5              | -3             | Finnbogason y Sigurðsson: 1 |
| 2022  | No clasificó   | No clasificó   | No clasificó   | No clasificó   | No clasificó   | No clasificó   | No clasificó   | No clasificó   | No clasificó   | No clasificó                |
| 2026  | Por disputarse | Por disputarse | Por disputarse | Por disputarse | Por disputarse | Por disputarse | Por disputarse | Por disputarse | Por disputarse | Por disputarse              |
| Total | 1/22           | 66.º           | 3              | 0              | 1              | 2              | 2              | 5              | -3             | Finnbogason y Sigurðsson: 1 |

### Eurocopa
| Año   | Ronda            | Posición       | PJ             | PG             | PE             | PP             | GF             | GC             | Dif.           | Goleador                  |
| ----- | ---------------- | -------------- | -------------- | -------------- | -------------- | -------------- | -------------- | -------------- | -------------- | ------------------------- |
| 1960  | No participó     | No participó   | No participó   | No participó   | No participó   | No participó   | No participó   | No participó   | No participó   | No participó              |
| 1964  | No clasificó     | No clasificó   | No clasificó   | No clasificó   | No clasificó   | No clasificó   | No clasificó   | No clasificó   | No clasificó   | No clasificó              |
| 1968  | No participó     | No participó   | No participó   | No participó   | No participó   | No participó   | No participó   | No participó   | No participó   | No participó              |
| 1972  | No participó     | No participó   | No participó   | No participó   | No participó   | No participó   | No participó   | No participó   | No participó   | No participó              |
| 1976  | No clasificó     | No clasificó   | No clasificó   | No clasificó   | No clasificó   | No clasificó   | No clasificó   | No clasificó   | No clasificó   | No clasificó              |
| 1980  | No clasificó     | No clasificó   | No clasificó   | No clasificó   | No clasificó   | No clasificó   | No clasificó   | No clasificó   | No clasificó   | No clasificó              |
| 1984  | No clasificó     | No clasificó   | No clasificó   | No clasificó   | No clasificó   | No clasificó   | No clasificó   | No clasificó   | No clasificó   | No clasificó              |
| 1988  | No clasificó     | No clasificó   | No clasificó   | No clasificó   | No clasificó   | No clasificó   | No clasificó   | No clasificó   | No clasificó   | No clasificó              |
| 1992  | No clasificó     | No clasificó   | No clasificó   | No clasificó   | No clasificó   | No clasificó   | No clasificó   | No clasificó   | No clasificó   | No clasificó              |
| 1996  | No clasificó     | No clasificó   | No clasificó   | No clasificó   | No clasificó   | No clasificó   | No clasificó   | No clasificó   | No clasificó   | No clasificó              |
| 2000  | No clasificó     | No clasificó   | No clasificó   | No clasificó   | No clasificó   | No clasificó   | No clasificó   | No clasificó   | No clasificó   | No clasificó              |
| 2004  | No clasificó     | No clasificó   | No clasificó   | No clasificó   | No clasificó   | No clasificó   | No clasificó   | No clasificó   | No clasificó   | No clasificó              |
| 2008  | No clasificó     | No clasificó   | No clasificó   | No clasificó   | No clasificó   | No clasificó   | No clasificó   | No clasificó   | No clasificó   | No clasificó              |
| 2012  | No clasificó     | No clasificó   | No clasificó   | No clasificó   | No clasificó   | No clasificó   | No clasificó   | No clasificó   | No clasificó   | No clasificó              |
| 2016  | Cuartos de final | 8.º            | 5              | 2              | 2              | 1              | 8              | 9              | -1             | Bjarnason y Sigþórsson: 2 |
| 2020  | No clasificó     | No clasificó   | No clasificó   | No clasificó   | No clasificó   | No clasificó   | No clasificó   | No clasificó   | No clasificó   | No clasificó              |
| 2024  | No clasificó     | No clasificó   | No clasificó   | No clasificó   | No clasificó   | No clasificó   | No clasificó   | No clasificó   | No clasificó   | No clasificó              |
| 2028  | Por disputarse   | Por disputarse | Por disputarse | Por disputarse | Por disputarse | Por disputarse | Por disputarse | Por disputarse | Por disputarse | Por disputarse            |
| Total | 1/17             | 26.º           | 5              | 2              | 2              | 1              | 8              | 9              | -1             | Bjarnason y Sigþórsson: 2 |

### Liga de Naciones de la UEFA
| Liga A       | Liga A       | Liga A       | Liga A       | Liga A    | Liga A    | Liga A    | Liga A    | Liga A    | Liga A    | Liga A    |              | Liga B        | Liga B       | Liga B    | Liga B    | Liga B    | Liga B    | Liga B    | Liga B    | Liga B    | Liga B |
| Edición      | Mov          | Resultado    | Posición     | PJ        | PG        | PE        | PP        | GF        | GC        | Dif       | Mov          | Resultado     | Posición     | PJ        | PG        | PE        | PP        | GF        | GC        | Dif       |        |
| ------------ | ------------ | ------------ | ------------ | --------- | --------- | --------- | --------- | --------- | --------- | --------- | ------------ | ------------- | ------------ | --------- | --------- | --------- | --------- | --------- | --------- | --------- | ------ |
| 2018-19      |              | Tercer lugar | 12°          | 4         | 0         | 0         | 4         | 1         | 13        | -12       | En Liga A    | En Liga A     | En Liga A    | En Liga A | En Liga A | En Liga A | En Liga A | En Liga A | En Liga A | En Liga A |        |
| 2020-21      | Salió        | Cuarto lugar | 16°          | 6         | 0         | 0         | 6         | 3         | 17        | -14       | En Liga A    | En Liga A     | En Liga A    | En Liga A | En Liga A | En Liga A | En Liga A | En Liga A | En Liga A | En Liga A |        |
| 2022-23      | En Liga B    | En Liga B    | En Liga B    | En Liga B | En Liga B | En Liga B | En Liga B | En Liga B | En Liga B | En Liga B |              | Segundo lugar | 23°          | 4         | 0         | 4         | 0         | 6         | 6         | 0         |        |
| 2024-25      | En Liga B    | En Liga B    | En Liga B    | En Liga B | En Liga B | En Liga B | En Liga B | En Liga B | En Liga B | En Liga B | Salió        | Tercer lugar  | 23°          | 6         | 2         | 1         | 3         | 10        | 13        |           |        |
| Total Liga A | Total Liga A | Total Liga A | Total Liga A | 10        | 0         | 0         | 10        | 4         | 30        | -26       | Total Liga B | Total Liga B  | Total Liga B | 10        | 2         | 5         | 3         | 16        | 19        | -3        |        |

## Palmarés
- Copa Báltica: Campeón (2022)
- China Cup: Subcampeón (2017)

## Jugadores

### Última convocatoria
Los siguientes jugadores fueron convocados para los partidos contra Kosovo de la Liga de Naciones celebrados los días 20 y 23 de marzo de 2025.
| N.º | Nombre                    | Posición       | Edad    | PJ  | Goles | Equipo             |
| --- | ------------------------- | -------------- | ------- | --- | ----- | ------------------ |
| 1   | Elías Ólafsson            | Portero        | 25 años | 6   | 0     | Midtjylland        |
| 12  | Hákon Valdimarsson        | Portero        | 23 años | 19  | 0     | Brentford          |
| 13  | Lúkas Petersson           | Portero        | 21 años | 0   | 0     | Hoffenheim         |
| 2   | Logi Tómasson             | Defensa        | 24 años | 9   | 1     | Strømsgodset       |
| 3   | Valgeir Friðriksson       | Defensa        | 23 años | 16  | 0     | Fortuna Düsseldorf |
| 4   | Victor Pálsson            | Defensa        | 34 años | 48  | 2     | Plymouth Argyle    |
| 5   | Sverrir Ingi Ingason      | Defensa        | 31 años | 57  | 3     | Panathinaikos      |
| 17  | Aron Gunnarsson           | Defensa        | 36 años | 106 | 5     | Al-Gharafa         |
| 19  | Bjarki Steinn Bjarkason   | Defensa        | 25 años | 5   | 0     | Venezia            |
| 6   | Ísak Bergmann Jóhannesson | Centrocampista | 22 años | 33  | 4     | Fortuna Düsseldorf |
| 7   | Jóhann Berg Guðmundsson   | Centrocampista | 34 años | 99  | 8     | Al-Orobah          |
| 8   | Hákon Arnar Haraldsson    | Centrocampista | 22 años | 20  | 3     | Lille              |
| 11  | Jón Dagur Þorsteinsson    | Centrocampista | 26 años | 44  | 6     | Hertha Berlín      |
| 14  | Þórir Jóhann Helgason     | Centrocampista | 24 años | 18  | 2     | Lecce              |
| 15  | Willum Þór Willumsson     | Centrocampista | 26 años | 16  | 0     | Birmingham City    |
| 16  | Stefán Teitur Þórðarson   | Centrocampista | 26 años | 28  | 1     | Preston North End  |
| 18  | Júlíus Magnússon          | Centrocampista | 27 años | 5   | 0     | Elfsborg           |
| 20  | Kristian Hlynsson         | Centrocampista | 21 años | 3   | 0     | Sparta Rotterdam   |
| 21  | Arnór Ingvi Traustason    | Centrocampista | 32 años | 65  | 6     | IFK Norrköping     |
| 23  | Mikael Egill Ellertsson   | Centrocampista | 23 años | 20  | 1     | Venezia            |
| 9   | Orri Óskarsson            | Delantero      | 20 años | 16  | 7     | Real Sociedad      |
| 10  | Albert Guðmundsson        | Delantero      | 25 años | 39  | 10    | Fiorentina         |
| 22  | Andri Guðjohnsen          | Delantero      | 23 años | 32  | 8     | Gent               |
| DT  | Arnar Gunnlaugsson        | Entrenador     | 52 años | 2   | 0     |                    |

### Más participaciones
Actualizado al 10 de junio del 2024 

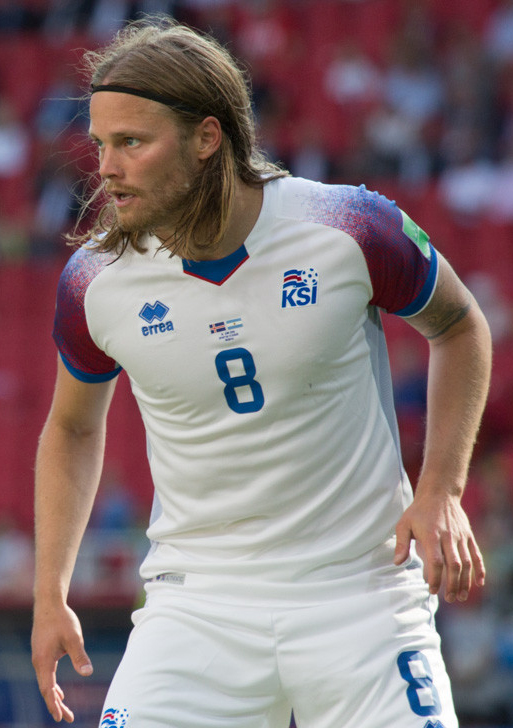
Birkir Bjarnason futbolista con más presencias de Islandia.

| #  | Jugador                 | Periodo    | Partidos | Goles |
| -- | ----------------------- | ---------- | -------- | ----- |
| 1  | Birkir Bjarnason        | 2010-Act.  | 113      | 15    |
| 2  | Rúnar Kristinsson       | 1987-2004  | 104      | 3     |
| 3  | Aron Einar Gunnarsson   | 2008-Act.  | 103      | 5     |
| 4  | Birkir Már Sævarsson    | 2007-2021  | 103      | 3     |
| 5  | Ragnar Sigurðsson       | 2007-2020  | 97       | 5     |
| 6  | Jóhann Berg Guðmundsson | 2008-Act.  | 93       | 8     |
| 7  | Kári Árnason            | 2005-2021. | 90       | 6     |
| 8  | Hermann Hreiðarsson     | 1996-2011  | 89       | 5     |
| 9  | Eiður Guðjohnsen        | 1996-2016  | 88       | 26    |
| 10 | Ari Freyr Skúlason      | 2009-2021  | 83       | 0     |

### Máximos goleadores

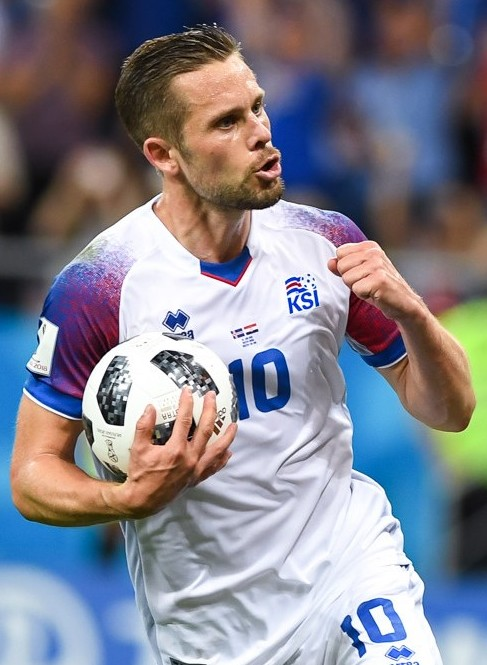
Gylfi Sigurðsson es el máximo goleador de Islandia con 27 goles en 64 presencias.

Actualizado al 10 de junio del 2024.
| #  | Jugador             | Periodo   | Goles | PJ. | Promedio |
| -- | ------------------- | --------- | ----- | --- | -------- |
| 1  | Gylfi Sigurðsson    | 2010-Act. | 27    | 80  | 0.34     |
| 2  | Kolbeinn Sigþórsson | 2010-2021 | 26    | 64  | 0.41     |
| 2  | Eiður Guðjohnsen    | 1996–2016 | 26    | 88  | 0.30     |
| 4  | Alfreð Finnbogason  | 2010-Act. | 18    | 73  | 0.23     |
| 5  | Ríkharður Jónsson   | 1947–1965 | 17    | 33  | 0.52     |
| 6  | Birkir Bjarnason    | 2010-Act. | 15    | 113 | 0.13     |
| 7  | Ríkharður Daðason   | 1991–2004 | 14    | 44  | 0.32     |
| 7  | Arnór Guðjohnsen    | 1979–1997 | 14    | 73  | 0.19     |
| 9  | Þórður Guðjónsson   | 1993–2004 | 13    | 58  | 0.22     |
| 10 | Tryggvi Guðmundsson | 1997–2008 | 12    | 42  | 0.29     |
| 10 | Heiðar Helguson     | 1999–2011 | 12    | 55  | 0.22     |

## Entrenadores
| Nombre                            | Periodo   | J  | G  | E  | P  | GF  | GC  | GD  | % Victoria |
| --------------------------------- | --------- | -- | -- | -- | -- | --- | --- | --- | ---------- |
| Freddie Steele Murdo McDougall    | 1946      | 1  | 0  | 0  | 1  | 0   | 3   | −3  | 0.0%       |
| Roland Bergström                  | 1947      | 1  | 0  | 0  | 1  | 2   | 4   | −2  | 0.0%       |
| Joe Devine                        | 1948      | 1  | 1  | 0  | 0  | 2   | 0   | +2  | 100.0%     |
| Fritz Buchloh                     | 1949      | 1  | 0  | 0  | 1  | 1   | 5   | −4  | 0.0%       |
| Óli B. Jónsson                    | 1951      | 2  | 1  | 0  | 1  | 5   | 6   | −1  | 50.0%      |
| Franz Köhler                      | 1953      | 3  | 0  | 0  | 3  | 4   | 11  | −7  | 0.0%       |
| Karl Guðmundsson                  | 1954–1956 | 6  | 2  | 0  | 4  | 9   | 14  | −5  | 33.3%      |
| Alex Weir                         | 1957      | 6  | 0  | 0  | 6  | 8   | 35  | −27 | 0.0%       |
| Óli B. Jónsson                    | 1958      | 1  | 0  | 0  | 1  | 2   | 3   | −1  | 0.0%       |
| Karl Guðmundsson                  | 1959      | 4  | 1  | 1  | 2  | 5   | 7   | −2  | 25.0%      |
| Óli B. Jónsson                    | 1960      | 3  | 0  | 0  | 3  | 1   | 11  | −10 | 0.0%       |
| Karl Guðmundsson                  | 1961      | 2  | 1  | 0  | 1  | 4   | 4   | 0   | 5.00%      |
| Ríkharður Jónsson                 | 1962      | 3  | 0  | 1  | 2  | 4   | 8   | −4  | 0.0%       |
| Karl Guðmundsson                  | 1963–1965 | 6  | 1  | 0  | 5  | 5   | 19  | −14 | 16.7%      |
| Ríkharður Jónsson                 | 1965      | 1  | 0  | 1  | 0  | 0   | 0   | 0   | 0.0%       |
| Karl Guðmundsson                  | 1966      | 2  | 0  | 1  | 1  | 3   | 5   | −2  | 0.0%       |
| Reynir Karlsson                   | 1967      | 4  | 0  | 1  | 3  | 6   | 23  | −17 | 0.0%       |
| Walter Pfeiffer                   | 1968      | 2  | 0  | 0  | 2  | 1   | 7   | −6  | 0.0%       |
| Ríkharður Jónsson                 | 1969–1971 | 15 | 2  | 3  | 10 | 13  | 24  | −11 | 13.3%      |
| Duncan McDowell                   | 1972      | 4  | 1  | 0  | 3  | 5   | 13  | −8  | 25.0%      |
| Eggert Jóhannesson                | 1972      | 1  | 0  | 0  | 1  | 1   | 4   | −3  | 0.0%       |
| Örn Steinsen                      | 1973      | 1  | 1  | 0  | 0  | 4   | 0   | +4  | 100.0%     |
| Henning Enoksen                   | 1973      | 6  | 0  | 0  | 6  | 2   | 22  | −20 | 0.0%       |
| Tony Knapp                        | 1974–1977 | 26 | 8  | 3  | 15 | 32  | 38  | −6  | 30.8%      |
| Jurí Ilitchev                     | 1978–1979 | 11 | 0  | 2  | 9  | 3   | 24  | −21 | 0.0%       |
| Guðni Kjartansson                 | 1980–1981 | 15 | 5  | 4  | 6  | 22  | 31  | −9  | 33.3%      |
| Jóhannes Atlason                  | 1982–1983 | 16 | 4  | 3  | 9  | 20  | 23  | −3  | 25.0%      |
| Tony Knapp                        | 1984–1985 | 14 | 5  | 3  | 6  | 18  | 13  | +5  | 35.7%      |
| Siegfried Held                    | 1986–1989 | 37 | 6  | 8  | 23 | 23  | 59  | −36 | 16.2%      |
| Guðni Kjartansson                 | 1989      | 1  | 1  | 0  | 0  | 2   | 1   | +1  | 100.0%     |
| Bo Johansson                      | 1990–1991 | 15 | 6  | 1  | 8  | 23  | 18  | +5  | 40.0%      |
| Ásgeir Elíasson                   | 1991–1995 | 35 | 12 | 8  | 15 | 31  | 39  | −8  | 34.3%      |
| Logi Ólafsson                     | 1996–1997 | 14 | 4  | 3  | 7  | 15  | 26  | −11 | 28.6%      |
| Guðjón Þórðarson                  | 1997–1999 | 25 | 11 | 6  | 8  | 37  | 26  | +11 | 44.0%      |
| Atli Eðvaldsson                   | 2000–2003 | 30 | 11 | 5  | 14 | 38  | 44  | −6  | 36.7%      |
| Ásgeir Sigurvinsson Logi Ólafsson | 2003–2005 | 24 | 6  | 5  | 13 | 31  | 47  | −16 | 25.0%      |
| Eyjólfur Sverrisson               | 2006–2007 | 14 | 2  | 4  | 8  | 12  | 27  | −15 | 14.3%      |
| Ólafur Jóhannesson                | 2007–2011 | 39 | 11 | 9  | 19 | 40  | 50  | −10 | 28.2%      |
| Lars Lagerbäck                    | 2011–2013 | 20 | 8  | 3  | 9  | 28  | 30  | −2  | 40.0%      |
| Heimir Hallgrímsson               | 2013–2018 | 57 | 23 | 14 | 20 | 118 | 109 | +13 | 48.0%      |
| Erik Hamrén                       | 2018–2020 | 28 | 9  | 5  | 14 | 29  | 50  | -21 | 32.1%      |
| Arnar Viðarsson                   | 2020–2023 | 31 | 6  | 13 | 12 | 51  | 61  | -10 | 19.35%     |
| Åge Hareide                       | 2023–2024 | 19 | 7  | 2  | 10 | 28  | 33  | -5  | 40.35%     |
| Arnar Gunnlaugsson                | 2025–     |    |    |    |    |     |     |     |            |

- Fuente:[19][20]